# Kurt Hector
Kurt Karl Hector (* 20. Januar 1909 in Heide; † 11. April 1981 in Schleswig) war ein deutscher Archivar.

## Leben
Ab 1927 studierte er in Tübingen Geschichte und Anglistik und in Kiel bei Otto Scheel und Carl Petersen. In Kiel wurde er Mitglied der Studentenverbindung ATV Ditmarsia im ATB. Er war am Kieler Institut für Weltwirtschaft tätig und trat in den preußischen Archivdienst ein. Er durchlief die Ausbildung am Institut für Archivwissenschaft in Berlin und schloss sie 1939 mit der Archivarischen Staatsprüfung ab. Er wurde am Staatsarchiv Kiel eingestellt. Von 1963 bis 1974 war er Leiter des Landesarchivs Schleswig-Holstein.

## Schriften (Auswahl)
- Die politischen Ideen und Parteibildungen in den schleswigschen und holsteinischen Ständeversammlungen 1836 bis 1846. Neumünster 1938, OCLC 630335794.
- mit Gottfried Ernst Hoffmann und Wilhelm Suhr: Übersicht über die Bestände des Schleswig-Holsteinischen Landesarchivs in Schleswig. Schleswig 1953, OCLC 1099564308.
- Das Schleswig-Holsteinische Landesarchiv. Schleswig 1973, OCLC 925708211.
- mit Wolfgang Prange: Herrschaft Breitenburg 1256–1598. Neumünster 1988, ISBN 3-529-02610-7.